# Augusto Gabriele
Augusto Gabriele (Pescara, 2 febbraio 1962) è un ex calciatore italiano, di ruolo centrocampista.

## Carriera

### Club
Inizia la carriera nel Francavilla. Al Cesena disputa due campionati, di cui il secondo da titolare, in cui mette a referto 26 presenze nella Serie A 1982-1983, conclusa con la retrocessione dei romagnoli. Resta a Cesena anche fra i cadetti, realizzando la ragguardevole cifra di 10 reti nella stagione 1983-1984, anche grazie al fatto di essere il rigorista della squadra.
Nell'estate 1985 il Cesena lo cede al Parma appena retrocesso in Serie C1. Da allora, escludendo il campionato 1989-1990 disputato fra i cadetti con la Reggiana, la carriera di Gabriele si sviolge esclusivamente in Serie C, centrando quattro promozioni dalla Serie C1 alla B con Parma, Reggiana, Vicenza e Ancona.
Nella stagione 1994-1995 gioca nelle file della Pro Vasto, prima di disputare due campionati con la maglia dell'Avezzano. Chiude la carriera agonistica nel 1999, dopo un'annata con il Teramo.
In carriera ha complessivamente totalizzato 29 presenze e 1 rete, nel successo interno contro l'Avellino nella stagione 1981-1982 in Serie A, e 100 presenze e 17 reti in Serie B.

### Nazionale
Nel 1982, durante la sua militanza in Serie A col Cesena, colleziona 3 presenze nella nazionale Under-21.

## Palmarès

### Giocatore

#### Club

##### Competizioni nazionali
- Campionato italiano Serie C1: 2

Parma: 1985-1986 (girone A)
Reggiana: 1988-1989 (girone A)
- Campionato italiano Serie C2: 1

Avezzano: 1995-1996 (girone C)